# 陳學夔 (清朝舉人)
陳學夔（?—?），字解庵，福建侯官人。
康熙八年（1669年）舉人，不為耿精忠所用，匿於橘園三年。康熙十八年少司寇任克溥薦應博學鴻詞科，並稱其“昔長安賣賦，洛陽之紙頓貴。今全節罵賊，睢陽之舌猶存。”後授甯陽知縣。著有《性理全注》、《杜詩注解》、《倦庵錄》、《榕城景物略》等。